# Scissione (chimica)
La scissione è in chimica la rottura di un legame.
Si avrà una scissione omolitica (spesso detta anche scissione radicalica o omolisi) se ne segue una equipartizione degli elettroni tra i due atomi. Si avrà una scissione eterolitica (spesso detta anche scissione ionica o eterolisi) se gli elettroni sono trattenuti da uno solo degli atomi.
La scissione di un legame richiede sempre il compimento di un certo lavoro, quindi un'energia maggiore o uguale la forza del legame da scindere, una qualsiasi scissione di un legame stabile è sempre un processo endotermico.
In una reazione chimica, combinando, tramite somma algebrica secondo la prassi della termochimica, le entalpie di scissione di legame (negative) dei reagenti con le entalpie di formazione di legame (positive) dei prodotti è possibile effettuare il calcolo approssimato dell'entalpia di reazione.

## Scissione omolitica
Una scissione omolitica porta generalmente alla formazione di due radicali.
In generale per una qualsiasi molecola biatomica A:B (il simbolo ":" indica i due elettroni condivisi), la reazione di omolisi può essere schematizzata come segue:
A:B → A• + B•
Ad esempio se viene fornita energia termica ad una molecola di cloro in quantità sufficiente, questa si scinde omoliticamente, secondo la reazione:
Cl:Cl → 2 Cl•
Scissioni di tale tipo stanno alla base dei meccanismi radicalici e sono generalmente favorite dal calore o, più frequentemente dall'irraggiamento con radiazione UV. Gli elettroni di valenza (indicati con il simbolo "•") finiscono su due atomi diversi.

## Scissione eterolitica
Una scissione eterolitica porta invece alla formazione di due ioni. In seguito ad eterolisi gli elettroni della coppia di legame finiscono entrambi sullo stesso atomo.
Per una qualsiasi molecola biatomica A:B la scissione eterolitica porta alla formazione di due ioni, secondo la reazione:
A:B → A:- + B+
oppure secondo la reazione:
A:B → A+ + B:-
Avverrà la prima o seconda reazione (che si distinguono per l'atomo che accoglie il doppietto elettronico, simboleggiato con ":") a seconda che A sia più elettronegativo di B o viceversa.
Ad esempio per il cloruro di sodio
Na:Cl → Na+ + Cl-
Essendo il cloro più elettronegativo del sodio, è il cloro ad acquisire gli elettroni di legame.
L'atomo di sodio cede uno dei due elettroni di legame, divenendo un catione, all'atomo di cloro che diventa un anione: entrambi gli atomi hanno raggiunto l'ottetto. Questo genere di scissioni è importante per descrivere reazioni quali quelle di addizione elettrofila o di sostituzione elettrofila aromatica, o reazioni di ionizzazione più in generale. La scissione eterolitica può essere favorita da alcuni fattori, quali l'elevata costante dielettrica del solvente (che favorisce la stabilizzazione tramite solvatazione), il calore e l'irraggiamento con radiazioni ionizzanti.
Nel caso in cui la scissione avvenga in corrispondenza di un legame con un atomo di carbonio (come spesso succede nell'ambito della chimica organica), il frammento formato dalla parte dell'atomo di carbonio sarà un carbocatione o un carbanione (a seconda che questo abbia elettronegatività minore o maggiore rispettivamente rispetto all'altro frammento).